# エドヴァルド・ベネシュ
エドヴァルド・ベネシュ（チェコ語: Edvard Beneš, チェコ語発音: [ˈɛdvard ˈbɛnɛʃ] ( 音声ファイル), 1884年5月28日 - 1948年9月3日）は、チェコスロバキア共和国の政治家、首相（1921年 - 1922年）、大統領（1935年 - 1938年、1945年 - 1948年）、外務大臣（1918年 - 1935年）。

## 来歴・人物
ボヘミアのコジュラニ出身。独立以前は、プラハのカレル大学講師を務めていたが、第一次世界大戦中、トマーシュ・マサリクの右腕として独立運動を指揮する。1918年から1935年まで外務大臣を務め、1935年からマサリクの後任として第2代大統領に就任。チェコスロヴァキア国民社会党所属。
ミュンヘン協定締結後の1938年10月、国土が縮小されるに至った責任を取るために大統領を辞任、ロンドンに亡命した。この時、独立以降チェコスロヴァキアに交誼を図っていたフランスへ亡命しなかったのは、ダラディエに裏切られたという失望感に加え、英国政界の対独強硬派（チャーチルやイーデンなど）に対する一縷の希望が存在したためという説がある。1940年に亡命政府の大統領となり、独立の回復に尽力する。その際、ミュンヘン協定時に英仏によって見捨てられたこと、戦後にソ連の存在感が増大することを重視し、1943年に再びソ連と相互友好援助条約を締結した（外相時代の1935年5月16日にもチェコスロバキア＝ソ連相互援助条約を締結していた）。
第二次世界大戦後、大統領に復帰し、1945年、領内のドイツ系及びハンガリー系住民に対し、チェコスロバキア国籍を剥奪のうえ、私有財産を没収し、国家収用する旨の指令を発した（ベネシュ布告）。その後、次第にチェコスロヴァキア共産党およびソ連の圧力が強まり、1948年2月の政変によって実質的に権限を喪失し、6月7日に辞職。同年9月、ボヘミアのセジモヴォ・ウースチーで死去した。1939年ベンジャミン・フランクリン・メダル受賞。

## 没後
ビロード革命後のチェコにおいては、ミュンヘン協定や共産化に対する責任などへの批判も根強い。2004年4月13日には「エドヴァルド・ベネシュは国家に貢献した」との条文をもつ「エドヴァルド・ベネシュの功績を称える法律」が下院によって議決され、上院で否決されたものの、下院の再可決により成立している。ただしこの法律は単にベネシュを顕彰するためのものではなく、ベネシュ布告に対するドイツ側からの問題提議を抑止する目的もあった。

## ソ連のスパイ疑惑
英国作家ナイジェル・ウエストのベノナ・プロジェクトに関する著書によるとベネシュはコードネーム「19」というソビエトのスパイであった。しかし、コードネーム「19」というソ連の情報源が誰であるかについては明確とは言えず、軍事史家エドゥアルド・マーク、およびアメリカの作家ハーバート・ロマーステインとエリック・ブランデルは、コードネーム19という情報源がルーズベルトの側近ハリー・ホプキンスであると結論付けている。アメリカの作家ジョン・エール・ヘインズとハーヴェイ・クラーによれば、コードネーム19という情報源は、1943年5月のワシントン会議でのイギリス代表団の一員のことであるという。